# Црква Рођења Светог Јована Крститеља у Старој Молдави
Црква Рођења Светог Јована Крститеља је православна црква у месту Стара Молдава, жупанија Караш-Северин, Румунија. Припада Епархији темишварској Српске православне цркве. Највећа је богомоља у Банатској клисури.

## Историја
Најстарији запис о цркви у Старој Молдави се налази у документу из 1751. године, где пише да је посвећена Ивандану, освећена 1718, да је била од балвана, без свода, дуга 4 и висока 2 хвата и да је прекривена шиндром. Поседовала је двадесетак икона, није имала двери и звоник је био засебан. Следећи запис из 1757 је доста шкртији, помиње цркву од камена посвећену Ивандану, подигнуту 1735. године. Наредних неколико деценија црква је још постојала, али је била у доста лошем стању. Спаљена је 1848. године и одузета су јој звона. Садашња црква је зидана у периоду од 1853. до 1855. године. Здање је у облику лађе са лучном олтарском апсидом и торњем звоником, у унутрашњости је засвођена и има благи облик крста. У торњу је смештено пет звона и сатни механизам. Од 2015. године је постављен механизам којим се електронски управља звонима цркве. Најстарије црквене књиге потичу из 18. века. 
На улазу у порту 2016. године је постављена спомен-плоча првом српском урбанисти Емилијану Јосимовићу, рођеном у Старој Молдави.

## Животопис
Зидно сликарство је радио Франц Вајнхепл из Белобрешке, које је доцније приликом веће оправке цркве 1983. потпуно пресликано и допуњено кичицом Николе Шуха из Биледа. На иконама је радио 1897. Ђока Путник из Беле Цркве. Приликом једне од бројних преправки 1950, на зиданој олтарској прегради нашле су се иконе Франца Вајнхепла. Оне нису сачуване јер су са преградом уклоњене 1970. године, када је постављен садашњи иконостас који је резао Ладислав Вереш из Арада, а сликао прота Драгутин Остојић из Кетфеља, задржавши само неколико икона из старог прошловековног иконостаса.
Од иконостаса су приказане на царским дверима Благовести, на бочним архангел Михаил, односно архиђакон Стефан, престоне иконе Свети Никола, Богородица, Спаситељ и Претеча, празничне иконе Рођење, Крштење, Васкрсење и Вазнесење Христово, Силазак Светог Духа и Преображење, централна икона Света Тројица, у луку тематски склоп Распећа и бочно са обе стране иконе Светих апостола.